# Antipodactis
Antipodactis is een geslacht van zeeanemonen uit de klasse van de Anthozoa (bloemdieren). 

## Soorten
- Antipodactis awii Rodríguez, López-González & Daly, 2009
- Antipodactis scotiae Rodríguez, López-González & Daly, 2009